# Lebnsfragn
Lebnsfragn war eine jiddischsprachige Zeitschrift in Israel. Entsprechend der Zeitung Unser Tsait der polnischen Bundisten war sie das Sprachrohr der Bundisten Israels. Sie wurde 1951 in Tel Aviv gegründet und erschien erst monatlich, dann alle zwei Monate. Lebnsfragn stand dem Workmens Circle nahe, und ein Teil des Magazins berichtete über beide Organisationen und die jiddische Kultur. Sie charakterisierte sich selbst als „Sozialistische Monatsschrift für Politik, Gesellschaft und Kultur“.
Herausgeber war bis 1971 Isachar Artusky, bis 2014 Yitzhak Luden.
Zum Zeitpunkt des Erscheinens der letzten Ausgabe im April 2014 war Lebnsfragn die letzte regelmäßig erscheinende jiddische Publikation in Israel.